# Газопереробний завод Девіл-Крік
Газопереробний завод Девіл-Крік – елемент нафтогазової інфраструктури Австралії, що знаходиться на північному заході країни.
Завод ввели в дію у 2012 році в межах проекту розробки офшорного родовища Рейндіїр (Reindeer), від якого до переробного майданчику проклали газопровід Рейндіїр – Девіл-Крік.
ГПЗ має дві однакові виробничі лінії, кожна з яких здатна продукувати 2,8 млн м3 товарного газу на добу.
Товарний газ видається по перемичці довжиною лише 0,5 км до трубопроводу Дампір – Банбері (при цьому одним з покупців продукції Девіл-Крік став гірничодобувний комплекс Кейп-Престон, що, зокрема, має потужну ТЕС Сіно-Айрон).
Також завод може вилучати до 160 тисяч літрів конденсату на добу.